# Cot Makaso
Cot Makaso is een bestuurslaag in het regentschap Pidie Jaya van de provincie Atjeh, Indonesië. Cot Makaso telt 296 inwoners (volkstelling 2010).